# Dennis (zangeres)
Denise van Donselaar (Haarlem, 3 januari 1984), beter bekend onder haar artiestennaam Dennis, is een Nederlandse zangeres.

## Biografie
Dennis is een dochter van de muziekproducent en oud-muzikant Rob van Donselaar. Op jonge leeftijd kreeg ze reeds zangles, pianoles en dansles. Hierna richtte ze haar eigen band op, was regelmatig te horen als achtergrondzangeres bij bekende artiesten en deed zelf podiumervaring op. Ze trad onder meer op bij Guus Meeuwis als achtergrondzangeres en zong een duet met hem. Dennis kreeg haar bijnaam vooral doordat ze met jongens rondhing in haar jeugdjaren. Hierbij werd ze meestal Dennis genoemd.
De doorbraak als zangeres kwam in augustus 2006 doordat ze meedeed in het programma TMF Kweekvijver. In oktober 2006 wint ze een Essent Award, en staat ze op de TMF Awards die zij ook won voor beste kweekvijvertalent.
Het eerste album van Dennis Her name is Dennis is een mix van rock en pop, dance en soul, ruig, experimenteel en commercieel. Dennis schreef de nummers samen met de Finse producer Mikko Paavola in zijn studio in Stockholm.
Haar eerste single en videoclip had de titel No can do. In januari 2007 kwam haar tweede single uit: Today, met de Nederlandse rapper Negativ als figurant in de bijhorende videoclip. Beide singles zijn afkomstig van haar op 13 april 2007 gelanceerde debuutalbum: Her name is Dennis. De single My own little bubble was tevens de soundtrack van de bioscoopfilm Dunya en Desie in Marokko.
In 2010 kwam haar tweede album Blonde uit. De eerste single hiervan was Headlines en kwam al op 14 oktober 2009 uit. In de videoclip die bij het nummer hoort is een 'nieuwe' Dennis te zien, zonder beugel en met een nieuw kapsel.

## Discografie

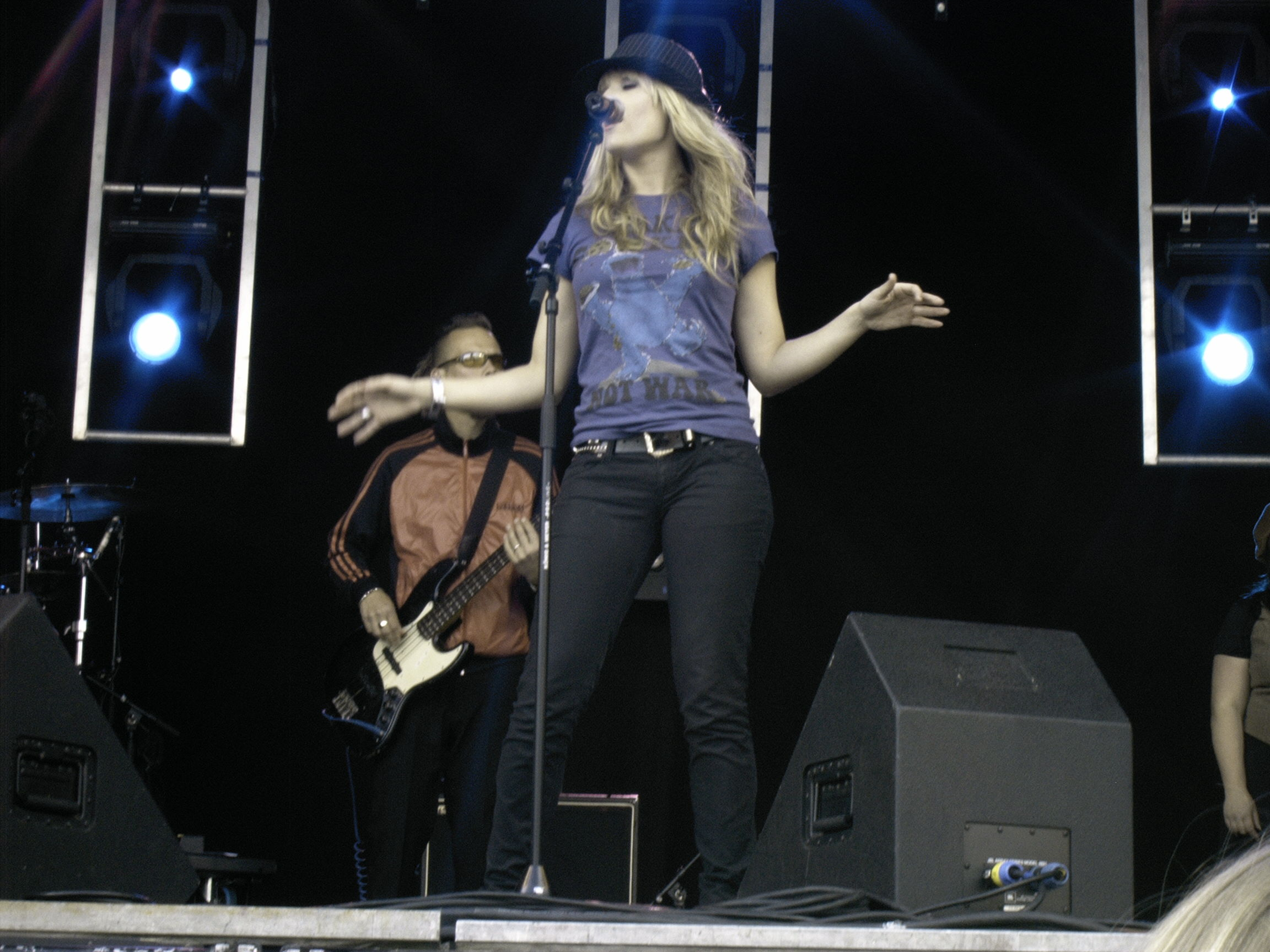
Dennis live in Arnhem

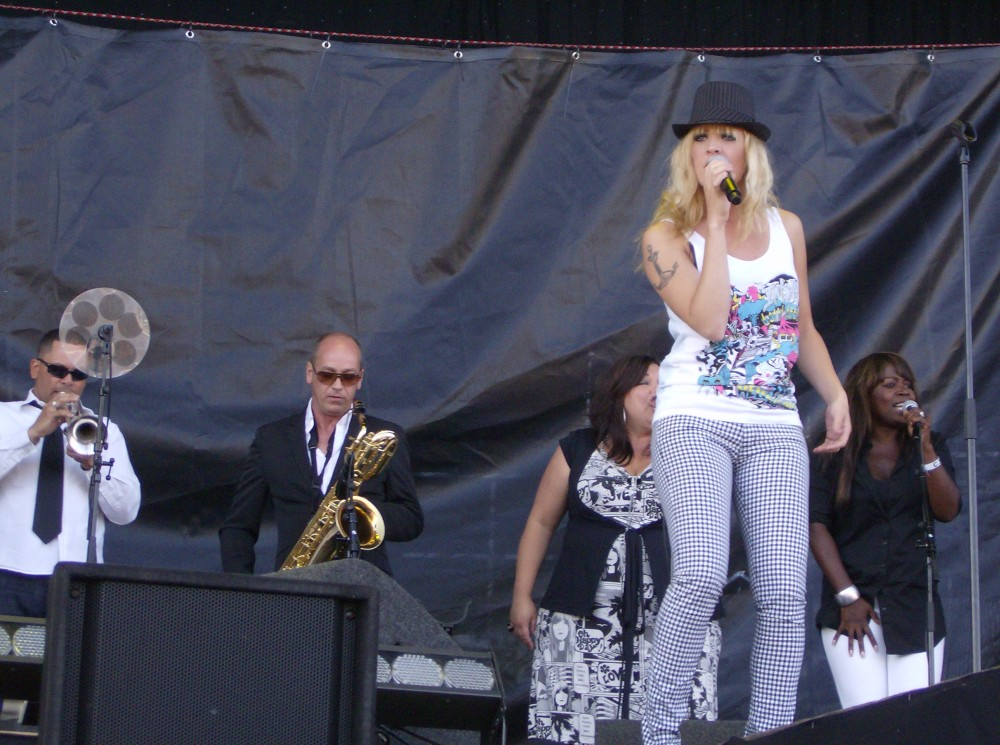
Dennis met haar band

### Albums
| Album met eventuele hitnotering(en) in de Nederlandse Album Top 100 | Datum van verschijnen | Datum van binnenkomst | Hoogste positie | Aantal weken | Opmerkingen |
| ------------------------------------------------------------------- | --------------------- | --------------------- | --------------- | ------------ | ----------- |
| Her Name Is Dennis                                                  | 2007                  | 21-04-2007            | 15              | 9            |             |
| Blonde                                                              | 2010                  | 13-03-2010            | 68              | 2            |             |

### Singles
| Single met eventuele hitnotering(en) in de Nederlandse Top 40 | Datum van verschijnen | Datum van binnenkomst | Hoogste positie | Aantal weken | Opmerkingen           |
| ------------------------------------------------------------- | --------------------- | --------------------- | --------------- | ------------ | --------------------- |
| No can do                                                     | 2006                  | 09-09-2006            | tip4            | -            | 42 (10) in de Top 100 |
| Today                                                         | 2007                  | 05-05-2007            | 30              | 4            | 19 (12) in de Top 100 |
| Bubblegum                                                     | 2007                  | 28-07-2007            | tip7            | -            | 61 (4) in de Top 100  |
| My own little bubble                                          | 2008                  | 10-05-2008            | 23              | 6            | 31 (10) in de Top 100 |
| On my way (For X-mas Day)                                     | 2008                  |                       |                 |              | 66 (1) in de Top 100  |
| Headlines                                                     | 2009                  | 28-11-2009            | tip2            | -            | 42 (3) in de Top 100  |
| Mirror mirror                                                 | 2010                  |                       |                 |              |                       |